# هذا الرجل لا أعرفه (رواية)
هذا الرجل لا أعرفه (رواية) للكاتبة الفلسطينية ديما جمعة السّمان. صدرت الرواية لأول مرة عام 2018 عن مكتبة كل شيء الحيفاوية وتقع من 205 صفحة. تتناول الرواية ظواهر اجتماعية وتسلط الضوء الصراعات السياسية والمرأة في المجتمع العربي.

## زمن ومكان الرواية
تدور أحداث الرواية في دولة عربية لكن الكاتبة لم تذكر أسم محدد، لأن القضايا الاجتماعية والسياسية في للرواية قد تتكرر في أي بلد عربي، لم تحدد الكاتبة زمن محدد ودمجت بين الماضي والحاضر والأفكار التي لم تتغير بينهما، وتناولت فترة الربيع العربي.

## حول الرواية
الرواية هي الجزء الثاني من غفرانك قلبي، وتتناول الصراعات على السلطة عبر قصة حب وخيانة. تدور الأحداث حول وحيد، الذي يحب منى لكنه لا يتزوجها، فتتزوج منى وتنجب، بينما يتزوج وحيد من ناهد التي تصبح وزيرة، ورغم زواجه، يبقى وحيد متعلّقًا بمنى، التي تصبح أرملة بعد وفاة زوجها، ثم تتزوج أحمد مهندس المزرعة، ويغيب وحيد لفترة، وحين يعود يكتشف زواج منى، مما يفجر الأحداث، ويدخل وحيد الانتخابات ويصبح رئيسًا، ليكتشف لاحقًا أن أخاه فارس قتل زوج منى أحمد لضمان نجاح وحيد في الرئاسة، ثم قتل ناهد كي لا تفضح السر.
تنتقد الكاتبة الأنظمة الديكتاتورية وكيف استغلال أصحاب المناصب للسلطة، وتسلط الضوء على حقوق المرأة، وتظهر في الرواية العقلية القبيلة السائدة والتي لا تتغير بالزمن أو حتى بالانتقال من مكان إلى آخر، وأن عقلية القبائل والعشائر ما زالت هي المتحكم الرئيسي في كل شيء، ويبرز في الرواية شخصية الرجل الشرقي الذكوري النرجسي الذي يخاف من نجاح شريكته. تقوم منى بترك شريكها رئيس الدولة بعد أن اكتشفت ما قام به للوصول لمنصبه، وتطلب الرحيل بقولها هذا الرجل لا أعرفه.

## الشخصيات
- منى:هي بطلة الرواية، امرأة ناحجة ومستقلة، اختارت الاستقرر على الحب وتمكنت من إنشاء مزرعتها النموذجية الخاصة بعد عملها بوزرة الزراعة، ترفض الزواج من الشخص الذي أحبته بسبب دكتاتوريته ونرجسيته، تتزوج من عادل وتنجب منه طفلين.
- وحيد:هو الشخصية الذكورية والنرجسية في الروية، يصل إلى السلطة بطريقة غير شرعية وبالاستيلاء على حقوق الناس، يرفض الزواج من منى في البداية لأنها أنجح منه.
- فاطمة:تمثل نموذج المرأة الناجحة التي توازن بين العمل والعائلة.
- ناهد:شخصية ضعيفة أجبرها وحيد على ترك خطيبها ليتزوجها، ثم أصبحت وزيرة للإعلام والخارجية.
- أحمد:مهندس زراعي يعمل في مزرعة عائلة سالم، تزوج منى بعد غياب وحيد عن البلدة، لكنه قُتل على يد فارس.
- عادل:الزوج الأول لمنى، ضابط في الجيش، توفي غرقًا في البحر.
- فارس:شقيق أحمد وضابط في الشرطة، قتل زوج منى أحمد حتى لا ينافس أخاه وحيد على السلطة.

## من الرواية
رئيس دولة وصل إلى الحكم على موجة من دم، وكان قاربه جثة، مرفوض، لا أقبل به، نجوم السّماء له أقرب.
خذ المزرعة يا سيدي، ودعني أرحل، فالرجل الّذي كنت أعرفه تغيّر وتبدّل، هذا الرّجل لا أعرفه، لا أعرفه.
نعم، صدق فريدريك انجلز حين قال: تحرّر المرأة معيار تحرّر المجتمع.
ترى أتكون منى جسرًا أعبر به الماضي؟ أعيش فرحة الأيام الخوالي؟ أم تُرى أنّي أعيش الوهم الكبير أضلّل به النّفس حتّى أحجب عنها مرارة الواقع؟ ما أصعب أن يكون الإنسان لبنة يشكّلها الماضي بيد الأحلام! فيذهب به إلى عالم الأوهام ويتوه بين الواقع والخيال.